# Sant Feliu de Lladó
Sant Feliu de Lladó és una església del municipi de Lladó (Alt Empordà) inclosa en l'Inventari del Patrimoni Arquitectònic de Catalunya.

## Descripció
L'església de Sant Feliu es troba a cent metres del nucli antic del poble. L'actual temple és d'una sola nau, amb capelles laterals, transsepte i capçalera carrada a l'exterior i poligomnal en l'interior. A la façana hi ha la porta rectangular feta amb grans pedres ben tallades i decorada molt simplement amb motllures. Més amunt s'obre un rosetó. El contorn superior del mur és corbat. A l'esquerra de la façana es dreça el campanar de planta quadrada i té un cos superior de vuit arcades apuntades. Acaba amb una terrassa. Una torre quadrada molt més baixa 3es troba a l'altre costat de la façana, és rematada per un teulat a quatre vents. Les voltes de la nau, les capelles i les capçaleres són de llunetes.

## Història
La primera notícia documentada data de l'any 1017, tot i que existia abans l'any 1109 Sant Feliu fou donat al priorat de Santa Maria.
L'edifici que es pot veure el feu construir el prior domàs Verdaguer.
Al segle xviii. Sabem per un carreu gravat que la nova església es començà l'any 1758. la inscripció diu així "INCEPTUM SECTO KALEN, APRIL MDCCLVIII", l'any 1761. les obres ja deurien haver acabat perquè aquesta data està inscrita en la façana flanquejant la porta.